# Alfenas (kommun)
Alfenas är en kommun i Brasilien.   Den ligger i delstaten Minas Gerais, i den sydöstra delen av landet, 700 km söder om huvudstaden Brasília. Antalet invånare är 73 722.
Följande samhällen finns i Alfenas:
- Alfenas

Runt Alfenas är det i huvudsak tätbebyggt. Runt Alfenas är det ganska tätbefolkat, med 100 invånare per kvadratkilometer.